# The End of the Whole Mess
"The End of the Whole Mess" (cu sensul de Sfârșitul întregii încurcături) este o povestire științifico-fantastică de Stephen King care a apărut prima oară în revista Omni în 1986, și apoi a fost publicată în colecția Nightmares & Dreamscapes (1993) și Wastelands: Stories of the Apocalypse (2008).

## Rezumat
Povestea, narată de Howard Fornoy sub forma unui jurnal personal, relatează viața fratelui său mai mic, Robert, care este un geniu. Bobby, un copil minune ale cărui interese adulte l-au determinat să studieze o varietate de discipline științifice, a descoperit o substanță chimică care reduce tendințele agresive ale oamenilor și alte altor specii. În timp ce face o cercetare sociologică în Texas, Bobby se folosește de statisticile criminalității pentru a crea un fel de hartă topografică, care afișează un model statistic al crimelor violente. Examinând harta, Robert a remarcat niveluri mici ale infracțiunilor centrate în jurul orașului La Plata. Când ajunge aici să investigheze, el constată că acest oraș nu a avut niciodată vreo crimă violentă. Bobby, în cele din urmă, este capabil să determine care este cauza acestui fenomen de non-agresiune: prezența unei substanțe chimice unice în alimentarea cu apă a orașului, un fenomen care este menționat (dar nu a avut nimic de a face cu cauzalitatea) într-un roman anterior al lui King, It. Chiar și expunerea minimă la acestă substanță chimică va duce la calmarea unei persoane sau a unui animal furios, astfel încât Bobby este capabil s-o izoleze chimic și s-o reducă la o formă concentrată.
Într-un moment de haos internațional care sugerează apropierea unui război total nuclear, Bobby și Howard, cu ajutorul unui vulcan, dispersează o cantitate mare din această substanță în întreaga lume, în speranța că vor preveni o catastrofă. Într-adevăr, efectele sunt rapide și așteptate: o scădere masivă a ostilității în jurul globului.
Câteva luni mai târziu se descoperă că, spre oroarea lui Fornoys, a mai fost o altă constantă în orașul La Plata, care nu a fost cercetată înainte ca substanța să fie lansată. Ea nu numai că elimină agresiunea și crește calmul, dar face această treabă prea bine. Ea acționează asupra sistemului subiectului, ducând în cele din urmă la simptome asemănătoare demenței sau bolii Alzheimer și în cele din urmă duce la deces. Noile notificări din jurnalul lui Howard (de după eliberarea substanței) încep să conțină din ce în ce mai multe greșeli gramaticale, de ortografie și alte greșeli, în cele din urmă devenind incoerente datorită efectelor substanței chimice asupra lui Howard și (probabil) morții sale. Acest lucru implică, de asemenea, că rasa umană va muri în cele din urmă deoarece adulții încep să uite cum să aibă grijă de copiii lor nou-născuți.
Stilul scrierilor lui Howard de după eliberarea substanței este inspirat de către cel al personajului Charlie din cartea lui Daniel Keyes, Flori pentru Algernon (Flowers for Algernon).

### Televiziune
"The End of the Whole Mess" a fost inclus ca a patra parte a miniserialului produs de TNT denumit Nightmares & Dreamscapes: From the Stories of Stephen King. În acest episod interpretează actorii Ron Livingston ca Howard și Henry Thomas ca Bobby. A fost difuzat inițial pe 19 iulie 2006. În această versiune, Howard nu mai este scriitor ci un realizator de filme documentare, câștigător al premiului Oscar. El nu mai scrie într-un jurnal ci își spune povestea în fața unei camere video. În plus, atacurile teroriste din 11 septembrie 2001 sunt incluse în poveste și sunt folosite ca un catalizator pentru sursa de inspirație a lui Bobby. În final, Bobby și fratele său se sinucid  prin injectare cu un concentrat al substanței care scade agresiunea.